# Rizo (película)
Rizo es una película dramática venezolana de 1999 escrita y dirigida por Julio Sosa Pietri. La película fue seleccionada como la entrada venezolana a la Mejor Película en Lengua Extranjera en los 71.º Premios Óscar, pero no fue aceptada como nominada.

## Elenco
- Jean Carlo Simancas como Alejandro del Rey
- Arcelia Ramírez como Lucía / Sandra
- Luly Bossa como Shara Goldberg
- Claudio Obregón como Julio Andrés Martínez
- Julio Medina como Ataúlfo
- Fausto Cabrera como Alfonso del Rey
- Roberto Colmenares como Francisco Leoz
- Amanda Gutiérrez como Mimí Cordero